# Компрессорный завод (Краснодар)
Краснодарский компрессорный завод — бывшее советское и российское предприятие, являлось одним из ведущих производителей компрессорного оборудования и техники на его основе в России. Располагался по адресу: г. Краснодар, Ростовское шоссе, д. 14/2
Краснодарский компрессорный завод занимался разработкой и производством стационарных поршневых компрессорных установок, винтовых компрессоров, передвижных, поршневых, винтовых и модульных компрессорных станций, холодильных установок и других видов компрессорного оборудования. В 2010 году приобретён бывшими владельцами московского компрессорного завода «Борец» и переименован в «Компрессорный завод „Борец“».
В 2018 году закрыт. На бывшей территории компрессорного завода с 2019 года располагается промышленный парк «Компрессорный».

## История

### Основание

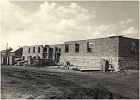
Строительство завода

14 ноября 1947 года Краснодарский горисполком принял решение об отводе площадки для строительства компрессорного завода, технический проект завода был разработан московским проектным институтом «Гипрохиммаш» с участием ленинградского института «Гипроприбор».
31 марта 1948 года издан приказ Министерства машиностроения и приборостроения СССР о строительстве завода.
Начиная с 1950 года на строительную площадку начало поступать технологическое, энергетическое, грузоподъёмное оборудование, в том числе из Германии в счёт репарации за причинённый советской экономике материальный ущерб в годы Великой Отечественной войны.
В октябре 1952 года началась производственно-хозяйственная деятельность на производственных площадях блока вспомогательных цехов. В феврале 1953 года завод выпустил свой первый компрессор, им стал В300-2к.

### 1950-е — 1980-е
В 1954 году по специальному заданию Главкислородмаша завод освоил выпуск двух моделей аммиачных и фреоновых холодильных агрегатов. В 1956 году была осуществлена первая экспортная поставка компрессоров В300-2к в Китай.
К началу 1956 года было подготовлено к работе плавильное отделение строящегося литейного цеха. 2 января 1956 года была совершена первая плавка чугунного литья, а в 1958 году литейный цех сдан в эксплуатацию. В цехе разместились формовочно-стержневой участок и обрубочный участок — был создан замкнутый цикл литейного производства, благодаря чему заводом освоен серийный выпуск воздушных поршневых компрессоров общего назначения типа ВП-50/8 и ВП-20/8.

В 1959 году заводом освоено изготовление гидроцилиндров для мачт пускового комплекса космических ракет на полигоне Байконур.

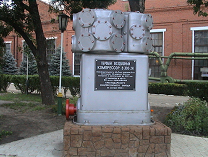
Компрессор В300-2к

В 1963 году завод впервые принял участие в выставках за рубежом — в Дамаске и Брюсселе демонстрируются холодильные установки АК-АВ-30 и АК-АВ-60. За создание воздушного компрессора ВП-20/8М завод награждён дипломом 1-й степени ВДНХ
В 1965 году освоен выпуск передвижных воздушных компрессорных станций для развивающейся нефтегазовой отрасли страны, а также совместно с НИИ химического машиностроения разработаны компрессоры для установок разделения воздуха типа 7ВП-20/220, 2ГП-2/200, параллельно с этим осваивалось производство компрессоров 2УП для установок УВЖС для получения жидкой углекислоты и «сухого льда».
В июне 1967 года продукции завода присвоен Государственный знак качества СССР в числе первых 11 изделий Министерства машиностроения СССР. В этом же году заводу выделяется участок для строительства базы отдыха на берегу Чёрного моря в бухте Инал.
В 1982 году обновляется станочный парк завода, вводится в эксплуатацию участок станков с ЧПУ. В середине 1980-х годов Ленниихиммаш разработал для завода параметрический ряд компрессоров на оппозитной базе с усилением по штоку 2,5 т. Были освоены и выпускаются компрессоры 2ВМ2,5-5/221, 2ВМ2,5-9/101, 2ВМ2,5-9/220.
В августе 1986 года компрессорный завод входит в состав Краснодарского производственного объединения химического и нефтяного машиностроения «Краснодархимнефтемаш».

### 1990-е
В 1993 году завод был акционирован, получил название ОАО «Компрессорный завод».
В 1995 году Госгортехнадзор России запретил использовать воздух для бурения скважин, так как были нередки случая их возгорания. Завод совместно с научно-производственным объединением «Криогенмаш» модернизировал воздушные компрессорные станции типа СД, введя блок разделения воздуха на основе современных некриогенных технологий. Это позволило получать смесь на основе азота с содержанием кислорода не более 10 %. Опытный образец станции прошёл испытания в объединении «Пермнефть» и комиссией с участием Госгортехнадзора рекомендован в эксплуатацию.
Завод смог пережить кризисные для всей отрасли 1990-е годы во многом благодаря заказам от нефтедобывающих компаний.

### 2000-е
В 2008 году 96,57 % акций ОАО «Компрессорный завод» выкупило ООО «Производственная компания „Борец“», владевшая московским компрессорным заводом «Борец». С ликвидированного московского завода в Краснодар переведено производство, с 2010 года краснодарский компрессорный завод получил название «Борец». Продукция выпускалась под торговыми марками «Борец» (на базе номенклатуры московского завода) и «Косма» (номенклатура краснодарского компрессорного завода).
Спустя некоторое время после приобретения завода возник конфликт между новыми собственниками и руководством краснодарского завода, в итоге несогласных с собственниками руководителей и работников сократили. В 2008 году группой бывших работников краснодарского компрессорного завода была организована компания «Тегас» и зарегистрирован товарный знак «Краснодарский компрессорный завод», в станице Динская построено компрессорное производство и освоен выпуск компрессоров под маркой «ККЗ». Между владельцами предприятия и владельцами торговой марки велись судебные тяжбы.
В 2017 году предприятие пострадало от пожара, произошедшего в результате взрыва оборудования для пропарки железобетонных изделий. К 2018 году компрессорное производство было фактически свёрнуто, на базе имущественного комплекса завода сформирован промышленный парк «Компрессорный», в котором площади и мощности арендуют производители сельхозтехники, различных видов оборудования, пластиковой упаковки, мебели.

## Продукция

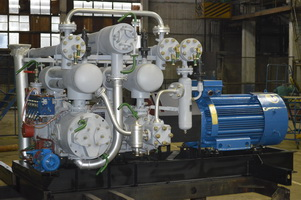
Компрессорная установка 4ВМ2,5-14/251

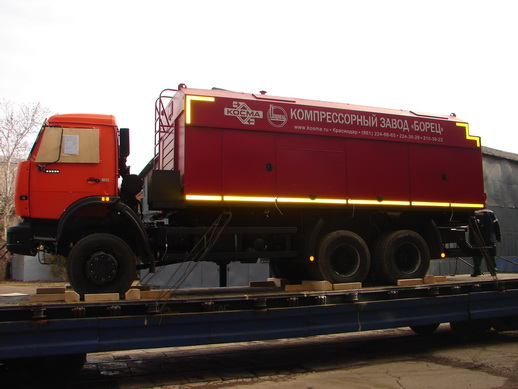
Погрузка компрессорной станции СД-18/101 на ЖД платформу

По состоянию на 2013 год на заводе производились стационарные компрессорные установки, в том числе поршневые, винтовые (серии «Шторм»), воздушные передвижные компрессорные станции на базе поршневых и винтовых установок с приводом от дизельного двигателя (на шасси КАМАЗ, Урал, КрАЗ или МЗКТ, носимые «на салазках»), азотные передвижные компрессорные станции (на автомобильных шасси, в 20- и 40-футовых контейнерах, на автоприцепах различных производителей), носимые на салазках), модульные компрессорные станции на базе поршневых и винтовых воздушных и газовых компрессоров, станции управления несколькими модульными компрессорными станциями, азотные мембранные установки.
Основные заказчики и пользователи продукции — крупные промышленные предприятия, компании нефтедобывающей и энергетической сферы: «Лукойл», «Газпром», «Татнефть», «Башнефть», Завод имени Дегтярёва, Ростовская АЭС, Курская АЭС, Смоленская АЭС, Калининская АЭС. Большую часть экспортной продукции составляли модульные компрессорные станции серии МКС на базе поршневых компрессоров, основными потребителями являются Казахстан и Китай.